# Ruy Páez de Ribera (poeta)
Ruy Páez de Ribera (Sevilla, h. 1370 - d. de 1424) fue un poeta español del Prerrenacimiento que escribió en el reinado de Juan II de Castilla (primera mitad del siglo XV). No debe confundirse con su homónimo, el novelista algo posterior, pero del mismo siglo, Ruy Páez de Ribera.

## Vida y obra
Poco se conoce sobre él. Nacido en Sevilla hacia 1370, era de origen noble. Por un documento sabemos que en 1394 su madre, Juana Enríquez, le donó casas y bienes «para ayudarle a mantener su matrimonio con Beatriz Martínez, hija de Juan Martínez de Barrasa, alcalde mayor de Sevilla». Debió tener ciertos problemas económicos, pues Francisco Rodríguez Marín descubrió un documento fechado pocos años después (1403) por el que vendía "lo último que le quedaba, el donadío del Castril, en La Puebla de los Infantes" (Sevilla). Juan Alfonso de Baena dice en su Cancionero que era «vezino de Sevilla, el qual era omne muy sabio, entendido e todas las cosas qu’él ordenó e fizo fueron bien fechas e bien apuntadas». Fue discípulo de micer Francisco Imperial, pero no imitó a Dante Alighieri como su maestro, sino que prefirió escribir alegorías morales dentro de la poética del arte mayor que Imperial creó, la llamada Escuela alegórico-dantesca. Compuso, pues, decires en dodecasílabos agrupados en coplas reales, aunque también los hizo en octosílabos, entre 1408 y 1424, según Joaquín González Cuenca y Brian Dutton.
Se le recuerda fundamentalmente por las obras que aparecen en el Cancionero de Juan Alfonso de Baena. Muchas de ellas tienen un tema común: la pobreza. La más importante y famosa es el Proceso que ovieron en uno la Dolencia e la Vejez e el Destierro e la Pobreza, un debate narrativo en que estos cuatro personajes alegóricos, en un valle «espantable, cruel, temeroso» discuten «por quál d’ellas antes el omne podría / seer en el mundo jamás destroído». Cada uno toma sucesivamente la palabra y defiende su supremacía relatando los males terribles que causa al hombre. Al final, el propio poeta, tomado como juez, sentencia que la Pobreza es la más terrible de todas: «Juzgo a Pobreza  por más abastada».
El pobre non tiene parientes ni amigo, / donaire nin seso, esfuerço e sentido
El hispanista Pierre Le Gentil estima que es un debate superior a otros anteriores, incluso del propio Imperial, y encuentra fuentes principalmente francesas desde Jean de Meung a François Villon, pasando por Michaut Taillevent, Pierre Chastellain y Meschinot. Chandler R. Post insiste en que la fuente primordial es el Roman de la Rose de De Meung, y Marcelino Menéndez Pelayo descubría en las fuentes francesas y en poeta andaluz la huella común del Eclesiastés. También se recuerda con admiración su Proceso que ovieron la soberbia e la mesura y Francisco López Estrada estudia un decir suyo dirigido en 1424 al rey Juan II celebrando la victoria del alcaide de Antequera Rodrigo de Narváez y el Comendador de Osuna contra el rey de Granada, "Señor rey, vuestra noticia...". Otro poema cortesano se dirige a la reina Catalina y uno en concreto, el Dezir a manera de confessión, examina de una manera general su conciencia siguiendo el orden de los siete pecados capitales imitando el examen de conciencia que sirve de introducción al Rimado de Palacio del canciller Pedro López de Ayala.